# Филип Ернст I фон Липе-Алвердисен
Филип Ернст I фон Липе-Алвердисен (на немски: Philipp Ernst zur Lippe-Alverdissen) от фамилията Липе е граф на Липе-Алвердисен. Той е прародител на линията Шаумбург-Липе-Алвердисен.

## Биография
Роден е на 20 декември 1659 година в Бюкебург, Свещена Римска империя. Той е най-малкият син на граф Филип I фон Шаумбург-Липе (1601 – 1681) и съпругата му ландграфиня София фон Хесен-Касел (1615 – 1670), дъщеря на ландграф Мориц фон Хесен-Касел и втората му съпруга Юлиана фон Насау-Диленбург. По-големият му брат е Фридрих Христиан фон Шаумбург-Липе (1655 – 1728).
През 1405 г. замъкът Алвердисен (от 1151) отива към род Липе. През 1424 г. селището и замъкът са разрушени, но до 1450 г. са възстановени.
От 1613 г., след смъртта на граф Симон VI фон Липе, господар на Липе-Детмолд, баща му граф Филип фон Шаумбург-Липе получава като paragium дворец Алвердисен и селището Алвердисен от управляващата линия Детмолд. Алвердисен става от 1640 г. част на графството Шаумбург-Липе.
Филип Ернс умира на 27 ноември 1723 година в Алвердисен на 63-годишна възраст.

## Фамилия
Филип Ернст се жени на 31 декември 1686 г. в Бек за принцеса Доротея Амалия фон Шлезвиг-Холщайн-Зондербург-Бек (* 1656, Бек; † 9 ноември 1739, Бюкебург), дъщеря на херцог Август Филип фон Шлезвиг-Холщайн-Зондербург-Бек и третата му съпруга графиня Мария Сибила фон Насау-Саарбрюкен. Те имат децата:
- Филип Август (*/† 5 декември 1689)
- Карл Филип (* 22 април 1691; † 13 октомври 1693)

- Фридрих Ернст (* 4 август 1694; † 28 август 1777), граф на Липе-Алвердисен и на Шаумбург-Липе, женен на 27 септември 1722 г. в Ребург за Елизабет Филипина фон Фризенхаузен (1696 – 1764), от 1752 графиня фон Фризенхаузен, баща на:
  - Филип II Ернст (* 5 юли 1723, Ринтелн; † 13 февруари 1787), който е от 1749 граф на Липе-Алвердисен и от 1777 г. граф на Шаумбург-Липе
- Карл Лудвиг, (* 17 декември 1695; † 21 февруари 1714 в Касел)
- Фердинанд Филип (* 1 септември 1697; † 26 февруари 1714 в Касел)
- София Шарлота (* 29 май 1692; † 19 септември 1692)
- Августа Вилхелмина Филипа (* 15 юни 1693; † 29 април 1721), омъжена на 26 декември 1712 г. в Алвердиссен за граф Георг Херман фон Лайнинген-Вестербург (1679 – 1751)